# رياضة الخيل
رياضة الخيل أو الحصان الرياضي هو نوع من الخيول، وليس سلالة معينة. يُطبق المصطلح عادةً على الخيول التي يتم تربيتها للمشاركة في الأحداث الرياضية التقليدية للفروسية الأولمبية مثل ترويض الخيول، وسباقات الفروسية، والقفز على الحواجز، والقيادة المشتركة، ولكن التعريف الدقيق يختلف. في الولايات المتحدة، غالبًا ما يتم تصنيف الخيول المستخدمة في مسابقات الصيد والصيد الاستعراضي على أنها خيول رياضية، بينما يتم تصنيف خيول الصيد الاستعراضية البريطانية على أنها خيول عرض. لا يتم وصف الخيول المستخدمة في رياضات ركوب الخيل الغربية، أو مقعد السرج، أو أي شكل من أشكال سباق الخيل بشكل عام بأنها خيول رياضية.

## تربية
يتم تربية الخيول الرياضية للحصول على صفات محددة في تكوينها وحركتها ومزاجها. يختلف غرض وتربية الخيول الرياضية في جميع أنحاء العالم قليلاً، ولكن التعريف الدقيق لـ "الحصان الرياضي" يختلف قليلاً من بلد إلى آخر. في المملكة المتحدة ، يشير مصطلح "حصان رياضي" إلى أي حصان مناسب لرياضة الفروسية أو رياضات الفروسية أو القفز على الحواجز . في الولايات المتحدة، يكون التعريف أوسع، ويشمل في بعض الأحيان الخيول المستخدمة في أي من تخصصات مقعد الصيد. في جميع أنحاء العالم، يتم الإشراف على تربية الخيول الرياضية من قبل الاتحاد العالمي لتربية الخيول الرياضية. يعمل الاتحاد الدولي لتربية الخيول الرياضية كحلقة وصل بين منظمات تربية الخيول الرياضية والاتحاد الدولي لرياضة الفروسية (FEI).
تتضمن الخصائص المشتركة للخيول الرياضية عالية الجودة ما يلي:
- التكوين: معظم الخيول الرياضية لها أوجه تشابه في تكوينها. وتشمل هذه الصفات الكتف المائل والرقبة ذات الشكل الجيد والبنية المرتفعة. يؤثر التكوين بشكل مباشر على حركة الحيوان وقدرته على القفز.
- الحركة: على الرغم من أن الحركة قد تختلف بين التخصصات، إلا أن معظم الخيول الرياضية يتم تربيتها للحصول على خطوة طويلة ورياضية وحركة تستخدم الجسم بأكمله. يجب أن يكون الهرولة والعدو معلقين بشكل جيد، ويصل الحصان بشكل طبيعي تحت جسمه برجليه الخلفيتين. هذه الحركة تجعل من السهل على الفارس تعليم الحصان كيفية الانخراط وجمع وتوسيع خطوته، وهي صفات ضرورية في جميع تخصصات رياضة الخيول.
- القدرة على القفز: تمتلك الخيول التي تم تربيتها لرياضة القفز أيضًا شكلًا جيدًا للقفز، مع أرجل سفلية مشدودة وظهر قفز جيد. كما يتم تربيتها بحيث يكون لديها تكوين يسمح لها بالقفز أعلى.
- المزاج: نظرًا للقدر الكبير من التدريب اللازم لإنتاج حصان رياضي ناجح، يتم تربيتها عمومًا من أجل قابلية التدريب والرغبة في العمل. قد يتم تربية الخيول المخصصة للمستوى الأوليمبي لتكون "أكثر سخونة" قليلاً، ويمكن التحكم فيها من قبل فرسانها ذوي الخبرة واستخدامها لصالحهم، في حين أن الخيول المخصصة للاستخدام الهواة يتم تربيتها عمومًا لتكون أكثر هدوءًا وأكثر تسامحًا.

## السلالات
تم تطوير العديد من سلالات الخيول الأصيلة خصيصًا لاستخدامها كخيول رياضية، وخاصة للاستخدام في رياضة الفروسية والقفز على الحواجز. تُستخدم الخيول الأصيلة أيضًا بشكل شائع كخيول رياضية، وخاصة في مسابقات الفروسية، وقد تم تربية بعضها خصيصًا كخيول رياضية، وليس كخيول سباق . تميل هذه الخيول الأصيلة إلى أن يكون لها بنية أثقل مثل الخيول الرياضية، بدلاً من التكوين الأكثر نحافة لخيول السباق. ومع ذلك، كانت هناك أيضًا العديد من الحالات التي تم فيها إعادة تدريب خيول السباق السابقة لتصبح خيولًا رياضية ناجحة. في كثير من الأحيان يتم تهجين الخيول الأصيلة مع الخيول ذات الدم الحار والخيول الجر لإنتاج خيول رياضية، وكانت مثل هذه التهجينات أيضًا الأساس التاريخي لمعظم سلالات الخيول ذات الدم الحار. ومن الأمثلة على ذلك الحصان الرياضي الأيرلندي، وهو مزيج بين سلالة الخيول الأصيلة وسلالة الخيول الأيرلندية.
تُستخدم أحيانًا سلالات إضافية، مثل سلالات الخيول الباروكية المتنوعة، وخيول الربع ميل الأمريكية، والخيول العربية، ومورجان، والعديد من سلالات المهور، وحتى بعض السلالات ذات المشية المتسارعة مثل خيل السرج الأمريكي كخيول رياضية. لقد حقق ممثلو العديد من السلالات المختلفة النجاح على أعلى المستويات، على الرغم من أن الخيول ذات الدم الحار أو الأصيلة تشكل الأغلبية في المنافسة الدولية.